# Mistrovství Evropy ve fotbale 2020 – finále
Finále Mistrovství Evropy ve fotbale 2020 se odehrálo 11. července 2021 v anglickém Wembley. Do finále postoupily týmy Itálie a Anglie. Na penalty zvítězila Itálie.

## Cesta do finále
| Itálie          | Itálie          | Kolo            | Anglie          | Anglie          |
| --------------- | --------------- | --------------- | --------------- | --------------- |
| Soupeř          | Výsledek        | Skupinová fáze  | Soupeř          | Výsledek        |
| Turecko         | 3 : 0           | 1. zápas        | Chorvatsko      | 1 : 0           |
| Švýcarsko       | 3 : 0           | 2. zápas        | Skotsko         | 0 : 0           |
| Wales           | 1 : 0           | 3. zápas        | Česko           | 1 : 0           |
| vítěz skupiny A | vítěz skupiny A | Pořadí          | vítěz skupiny D | vítěz skupiny D |
| Soupeř          | Výsledek        | Vyřazovací fáze | Soupeř          | Výsledek        |
| Rakousko        | 2 : 1 pr.       | Osmifinále      | Německo         | 2 : 0           |
| Belgie          | 2 : 1           | Čtvrtfinále     | Ukrajina        | 4 : 0           |
| Španělsko       | 1 : 1, pen. 4:2 | Semifinále      | Dánsko          | 2 : 1 pr.       |

## Zápas
| 11. července 2021 21:00 (SELČ) |            |              |                                                                |
| Itálie                         | 1 : 1 (PP) | Anglie       | Wembley Stadium, Londýn diváci: 67 173 rozhodčí: Björn Kuipers |
| Leonardo Bonucci 67'           | [ 1 ]      | 2' Luke Shaw | Wembley Stadium, Londýn diváci: 67 173 rozhodčí: Björn Kuipers |

|                                                                                 |       | Penaltový rozstřel                                                |  |
| Domenico Berardi Andrea Belotti Leonardo Bonucci Federico Bernardeschi Jorginho | 3 : 2 | Harry Kane Harry Maguire Marcus Rashford Jadon Sancho Bukayo Saka |  |

| Itálie | Anglie |

| GK              | 21 | Gianluigi Donnarumma  |       |      |
| RB              | 2  | Giovanni Di Lorenzo   |       |      |
| CB              | 19 | Leonardo Bonucci      | 55'   |      |
| CB              | 3  | Giorgio Chiellini (C) | 90+6' |      |
| LB              | 13 | Emerson               |       | 118' |
| DM              | 8  | Jorginho              | 114'  |      |
| CM              | 18 | Nicolò Barella        | 47'   | 54'  |
| CM              | 6  | Marco Verratti        |       | 96'  |
| RW              | 14 | Federico Chiesa       |       | 86'  |
| LW              | 10 | Lorenzo Insigne       | 84'   | 91'  |
| CF              | 17 | Ciro Immobile         |       | 54'  |
| Náhradníci:     |    |                       |       |      |
| MF              | 16 | Bryan Cristante       |       | 54'  |
| FW              | 11 | Domenico Berardi      |       | 54'  |
| MF              | 20 | Federico Bernardeschi |       | 86'  |
| FW              | 9  | Andrea Belotti        |       | 91'  |
| MF              | 5  | Manuel Locatelli      |       | 96'  |
| DF              | 24 | Alessandro Florenzi   |       | 118' |
| Trenér:         |    |                       |       |      |
| Roberto Mancini |    |                       |       |      |

| GK               | 1  | Jordan Pickford  |      |      |      |
| CB               | 2  | Kyle Walker      |      | 120' |      |
| CB               | 5  | John Stones      |      |      |      |
| CB               | 6  | Harry Maguire    | 106' |      |      |
| RWB              | 12 | Kieran Trippier  |      | 70'  |      |
| LWB              | 3  | Luke Shaw        |      |      |      |
| CM               | 14 | Kalvin Phillips  |      |      |      |
| CM               | 4  | Declan Rice      |      | 74'  |      |
| RW               | 19 | Mason Mount      |      | 99'  |      |
| LW               | 10 | Raheem Sterling  |      |      |      |
| CF               | 9  | Harry Kane (C)   |      |      |      |
| Náhradníci:      |    |                  |      |      |      |
| MF               | 25 | Bukayo Saka      |      | 70'  |      |
| MF               | 8  | Jordan Henderson |      | 74'  | 120' |
| MF               | 7  | Jack Grealish    |      | 99'  |      |
| FW               | 11 | Marcus Rashford  |      |      | 120' |
| MF               | 17 | Jadon Sancho     |      | 120' |      |
| Trenér:          |    |                  |      |      |      |
| Gareth Southgate |    |                  |      |      |      |

| Hráč zápasu: Leonardo Bonucci Asistenti rozhodčího: Sander van Roekel Erwin Zeinstra Čtvrtý rozhodčí: Carlos del Cerro Grande Náhradní asistent rozhodčího: Juan Carlos Yuste Jiménez Videorozhodčí: Bastian Dankert Asistenti videorozhodčího: Pol van Boekel Christian Gittelmann Marco Fritz | Pravidla zápasu - 90 minut - 30 minut prodloužení při nerozhodném stavu - Penaltový rozstřel při stále nerozhodném stavu - Nejvýše 12 jmenovaných náhradníků - Maximálně 5 střídání, šesté povoleno při prodloužení. (Každý tým může střídat ve třech časech, počtvrté při prodloužení. Do těchto oken se nepočítají střídání o poločasech.) |